# Либерално-демократска унија Јерменије
Либерално-демократска унија Јерменије је политичка партија у Јерменији. На последњим изборима одржаним 25. маја 2003. године освојила је 4,6% гласова и није добила ниједан посланички мандат у парламенту.